# 3rd Force
3rd Force es una banda de smooth jazz perteneciente al sello Higher Octave Music de EMI. Está compuesta por William Aura, Craig Dobbin y Alain Eskinasi.
El primer álbum homónimo de la banda se publicó en 1994 y fue seguido de otros más con la palabra «Force» en el título.3rd Force es considerablemente más ecléctica que la mayoría de los artistas que se adaptan a los formatos de radio de smooth jazz, y su trabajo a menudo sigue la línea entre el smooth jazz y el acid jazz con tintes electrónicos, a veces incorporando influencias étnicas.

## Discografía
- 1994: 3rd Force
- 1995: Force of Nature
- 1997: Vital Force
- 1999: Force Field
- 2000: Collective Force (recopilatorio)
- 2002: Gentle Force
- 2005: Driving Force
- 2016: Global Force